# Jocurile Olimpice de vară din 1900
A II-a ediție a Jocurilor Olimpice  s-a desfășurat la Paris, Franța în perioada 14 mai - 28 octombrie 1900.
În ciuda eforturilor grecești de a menține Jocurile Olimpice numai în Grecia, CIO a decis ca Jocurile să aibă loc de fiecare dată într-o altă țară.

## Organizare
- Au participat 26 de țări și 1226 de sportivi care s-au întrecut în 95 de probe din 19 sporturi.
- Prima participare a femeilor la Jocuri Olimpice în calitate de participante.
- A fost una din cele mai lungi Olimpiade din istorie; nu au existat festivități de deschidere și de închidere.
- Scrima s-a desfasurat la Tuilleries, gimnastica la Vincennes, ciclismul în Parc des Princes, iar atletismul în Bois de Boulogne.
- Învingătorilor nu le-au fost oferite medalii, ci obiecte.

## Sporturi olimpice
| - Atletism - Canotaj - Ciclism - Crichet - Croquet | - Echitație - Fotbal - Golf - Gimnastică - Lupte cu odgonul | - Natație - Navigație - Pelotă - Polo - Polo pe apă | - Rugby - Scrimă - Tenis de câmp - Tir - Tir cu arcul |

## Evenimente marcante
- Primul titlu olimpic feminin a fost câștigat de jucătoarea britanică de tenis, Charlotte Cooper.
- Americanul Alvin Kraenzlein a cucerit patru medalii olimpice de aur în probele individuale.
- Trei maratoniști americani au contestat rezultatul spunând că alergătorii francezi de pe primele două locuri au scurtat traseul și dovada a fost că numai francezii nu erau murdari de noroi. CIO a confirmat rezultatul 12 ani mai târziu.

## Țări participante

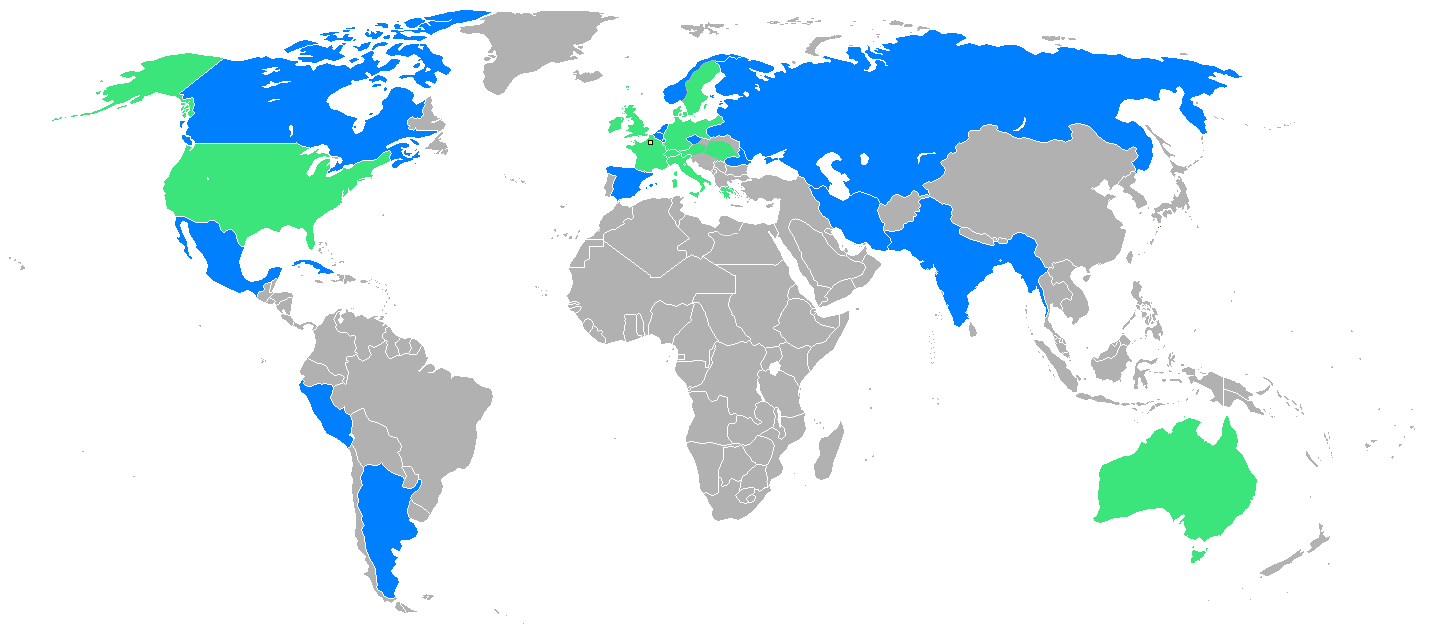
Țări participante - cu albastru țări care au participat pentru prima oară, cu verde țări care au mai participat, cu galben orașul gazdă

Următoarele țări și-au trimis reprezentanți la Jocurile Olimpice din 1900.
| - Argentina - Australia - Austria - Belgia - Boemia - Canada - Cuba - Danemarca - Elveția - Franța | - Germania - Grecia - Haiti - India - Iran - Italia - Luxembourg - Regatul Unit - Mexic - Olanda | - Norvegia - Peru - România - Rusia - Spania - Suedia - Statele Unite - Ungaria |

## Clasamentul pe medalii
Medaliile de aur, argint și bronz au fost acordate retroactiv de CIO.
Legendă
      Țara gazdă
| Loc | Țară                             | Aur | Argint | Bronz | Total |
| --- | -------------------------------- | --- | ------ | ----- | ----- |
| 1   | Franța (FRA)                     | 26  | 41     | 34    | 101   |
| 2   | Statele Unite ale Americii (USA) | 19  | 14     | 14    | 47    |
| 3   | Marea Britanie (GBR)             | 15  | 6      | 9     | 30    |
| 4   | Echipa mixtă (ZZX)               | 6   | 3      | 3     | 12    |
| 5   | Elveția (SUI)                    | 6   | 2      | 1     | 9     |
| 6   | Belgia (BEL)                     | 5   | 5      | 5     | 15    |
| 7   | Germania (GER)                   | 4   | 2      | 2     | 8     |
| 8   | Italia (ITA)                     | 2   | 2      | 0     | 4     |
| 9   | Australia (AUS)                  | 2   | 0      | 3     | 5     |
| 10  | Danemarca (DEN)                  | 1   | 3      | 2     | 6     |